# Estación de Valjunquera
Valjunquera fue una estación ferroviaria situada en el municipio español de Valjunquera, en la provincia de Teruel. Pertenecía al ferrocarril del Val de Zafán, que estuvo operativo entre 1942 y 1973. En la actualidad las instalaciones se encuentran abandonadas y no prestan servicio.

## Historia
Los proyectos para la construcción del llamado ferrocarril del Val de Zafán datan del siglo XIX, si bien las obras de la sección comprendida entre Alcañiz y Tortosa no se pusieron en marcha hasta la década de 1920. En abril de 1938, en plena Guerra Civil, el trazado hasta Valjunquera fue abierto al tráfico  —abriéndose posteriormente la línea hasta Pinell de Bray—. Al año siguiente comenzarían a operar los servicios regulares de pasajeros en el trayecto comprendido entre Alcañiz y Bot. El resto de la línea hasta Tortosa fue completado en septiembre de 1941, entrando en servicio toda la línea al año siguiente. Para entonces la estación de Valjunquera, al igual que la línea férrea, había pasado a manos de la recién creada RENFE.
Afrontando una fuerte decadencia, en 1973 la línea fue clausurada al tráfico por RENFE, siendo levantadas las vías en 1995. Años después el entorno de la estación fue rehabilitado e incorporado al trazado de la Vía verde de la Val de Zafán, aunque la estación no presta servicio.